# Lemonsoda

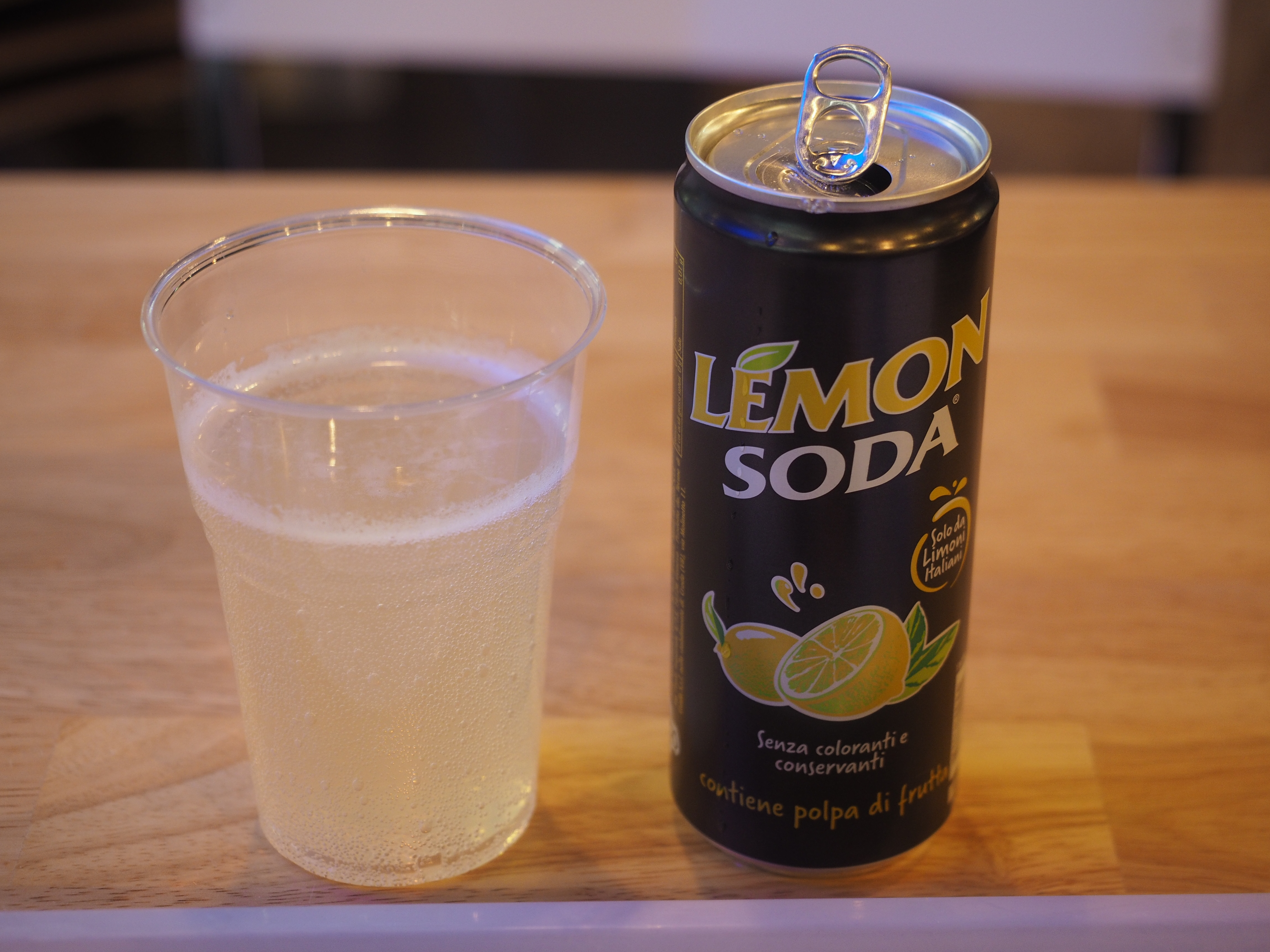
Lemon Soda

Lemonsoda ist ein italienisches kohlensäurehaltiges Erfrischungsgetränk auf Basis von Mineralwasser und Zitronensaft.
Lemonsoda wurde in den 1940er Jahren von der Mailänder Firma S.A.G.A. (Società Acque Gasate ed Affini) auf den Markt gebracht. In den nächsten Jahren folgten OranSoda (mit Orangensaft) und PelmoSoda (mit Grapefruitsaft). In der Fußballsaison 1983/84 war Lemonsoda der offizielle Sponsor der US Lecce.
In den 1980er Jahren gelangten die Marken zur Aktiengesellschaft Terme di Crodo S.r.l., die später von der niederländischen Lucas Bols Gruppe übernommen wurde. Seit 2017 ist das Unternehmen ein Teil der Royal Unibrew. Der Abfüllbetrieb befindet sich in Crodo, wo 2002 rund 60 Millionen Dosen abgefüllt wurden. Seit 2012 wird das Produkt auch in Sulmona abgefüllt.
2010 kamen weitere Varianten auf den Markt, unter anderem Lemonsoda Zero ohne Zucker und MojitoSoda, ein nichtalkoholisches Erfrischungsgetränk mit Zitronensaft und Minz-Geschmack. In der Schweiz werden die italienischen Verpackungen beibehalten, da die Produkte von diversen Detaillisten direkt importiert werden. Auch die EAN-Codes sind italienisch.